# Riipijärvi (sjö i Finland)
Riipijärvi är en sjö i Finland. Den ligger i kommunen Sodankylä i landskapet Lappland, i den norra delen av landet, 800 km norr om huvudstaden Helsingfors. Riipijärvi ligger 210 meter över havet. Den ligger vid sjön Lintulampi. Den är 1 meter djup. Arean är 4,23 kvadratkilometer och strandlinjen är 16,03 kilometer lång. Sjön  ingår i Kemi älvs huvudavrinningsområde. 